# Störtebeker (Schiff, 1917)
Die Störtebeker war ein 1917 für die Kaiserliche Marine gebauter Fischdampfer, der nach dem Ersten Weltkrieg in Johs. Thode umbenannt wurde und 1929 bei Kap Teriberka strandete.

## Verwendung in der Kaiserlichen Marine
Die Störtebeker wurde am 25. Februar 1918 für die U-Boot-Jagdschule in Dienst gestellt.
Ab dem 16. Mai 1918 diente sie bis zum Waffenstillstand am 11. November 1918 als Sicherungsboot der U-Boot-Schule.

## Einsatz in der Hochseefischerei
Am 3. April 1919 wurde die Störtebeker in Johs. Thode umbenannt und ab diesem Zeitpunkt in der privaten Fischereiindustrie eingesetzt.
Am 2. Februar 1922 strandete sie vor Cuxhaven im Eisgang und kenterte. Im August 1922 wurde sie wieder in Dienst gestellt. 1928 wurde die Störtebeker durch Umbauarbeiten geringfügig verlängert; vermutlich, um mehr Stauraum für Fisch zu erzielen.
Sie strandete am 15. Januar 1929 vor der Insel Bolshoi in der Murmansee (Barentssee); fünf Seemeilen entfernt vom Kap Teriberka, nordöstlich von Murmansk auf der Halbinsel Kola. Dabei kam ein Besatzungsmitglied ums Leben. An der Rettung der Besatzung war neben dem englischen Fischdampfer Rudyard Kipling auch ein russisches Grenzschutzboot und Einwohner der kleinen Sachrebetnoje beteiligt. Diese Hilfeleistung wurde in der Entscheidung des Seeamts Hamburg vom 6. Februar 1929 ausdrücklich anerkannt.